# Billy Ripken
Pour les articles homonymes, voir Ripken.
William Oliver Ripken (né le 16 décembre 1964 à Havre de Grace, Maryland, États-Unis) est un joueur américain de baseball ayant joué dans les Ligues majeures, principalement au poste de deuxième but, de 1987 à 1998.
Il est le frère de Cal Ripken, Jr. et le fils de Cal Ripken, Sr., tous deux anciens joueurs de baseball professionnel.

## Carrière
Billy Ripken est drafté en 11e ronde en 1982 par les Orioles de Baltimore, la même équipe qui avait sélectionné son frère Cal, de quatre ans son aîné, quatre années plus tôt. Billy fait ses débuts dans les ligues majeures le 11 juillet 1987. Durant la saison 1987 et au tout début de la saison 1988, les frères Ripken sont dirigés par leur père Cal, Sr., manager de l'équipe. Il s'agit de la première fois dans l'histoire des Ligues majeures qu'un père pilote un club dont deux de ses fils font partie.
Durant sa carrière de 12 saisons dans les majeures, Billy Ripken a porté les couleurs des Orioles de Baltimore (de 1987 à 1992, puis en 1996), des Rangers du Texas (en 1993, 1994 et 1997), des Indians de Clevelandn (1995) et des Tigers de Detroit (1998). Il a disputé un total de 912 parties, principalement comme joueur de deuxième but (769 matchs), mais aussi dans une moindre mesure au poste d'arrêt-court (72 matchs), de troisième but (62 matchs) et de premier but (13 matchs). Il a maintenu une moyenne au bâton de,247, bien loin de son célèbre frère, avec 674 coups sûrs, 20 coups de circuit, 229 points produits et 287 points comptés. 
Il a présenté ses meilleures statistiques en 1990 pour Baltimore, avec une moyenne de,291 en 129 parties et un sommet personnel de 38 points produits.

### La carte de baseball
En 1989, les collectionneurs de cartes de baseball ont la surprise de découvrir une carte de Billy Ripken dans lequel le joueur des Orioles tient un bâton sur lequel sont inscrits les mots fuck face, un terme considéré très offensant en anglais. La compagnie Fleer décide rapidement de ne plus imprimer la carte, la remplaçant par une nouvelle où l'inscription, sur la même photo, est camouflée de diverses façons, notamment par un carré noir. Les différentes versions de la carte, imprimées à un nombre variable d'exemplaires, sont devenus des objets prisés par les collectionneurs.
De nombreuses années plus tard, Ripken admettra avoir lui-même inscrit au marqueur les deux mots sur la batte, afin de la distinguer des autres lors de la pratique au bâton. Il affirme toutefois que ce n'est que par hasard qu'il a été photographié avec celle-ci.

### Après les majeures
Billy Ripken était l'instructeur au premier but de l'équipe des États-Unis à la Classique mondiale de baseball 2009.
Il s'est joint en 2009 à l'équipe de MLB Network.